# آشپزی کارائیبی

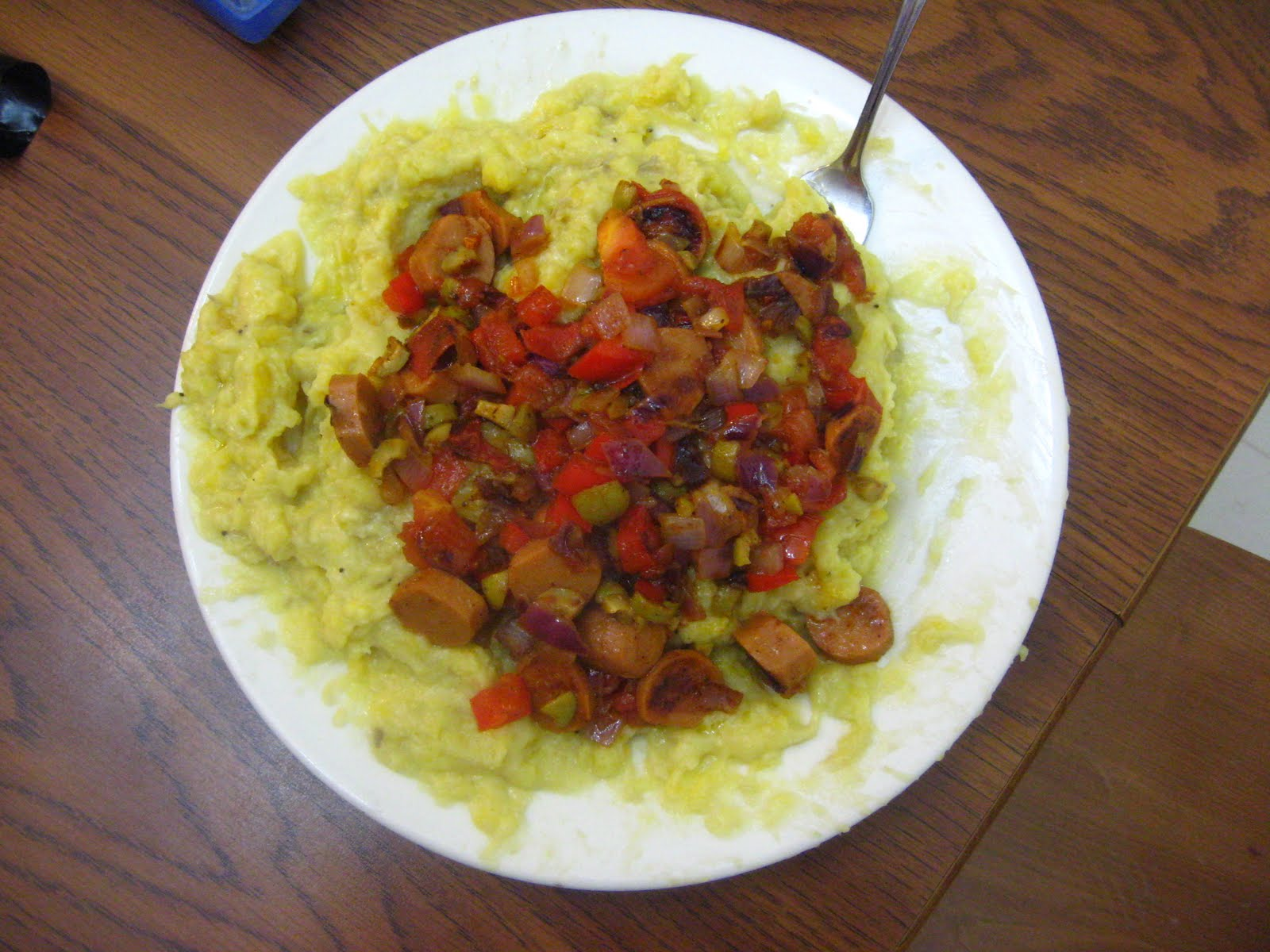
مانگو با گوشت و سبزیجات

آشپزی کارائیب تلفیقی از آشپزی آفریقای غربی، آشپزی کریول، آشپزی بومی قاره آمریکا، اروپایی، آشپزی آمریکای لاتین، آشپزی هندی / آسیای جنوبی، چینی، جاوه ای / اندونزیایی، آمریکای شمالی و خاورمیانه است. این سنت‌ها زمانی که به کارائیب نقل مکان کردند از بسیاری از کشورها آورده شد. علاوه بر این، جمعیت سبک‌هایی را ایجاد کرده است که منحصر به منطقه است.

## تاریخچه
در نتیجه مستعمره‌سازی، آشپزی کارائیب تلفیقی از آشپزی کشورهای متعدد است. بریتانیایی‌ها، اسپانیایی‌ها، هلندی‌ها و فرانسوی‌ها این منطقه را مستعمره کردند و غذاهای مربوط خود را که با کشورهای آفریقای غربی و همچنین آمریکایی، هندی / آسیایی جنوبی، آسیای شرقی، پرتغالی و آشپزی عربی درآمیختند.
در سال ۱۴۹۳، در طول سفرهای اکتشافی کریستف کلمب، اسپانیایی‌ها مواد مختلفی از جمله نارگیل، نخود، گشنیز، بادمجان، پیاز و سیر را معرفی کردند.

## غذاهای کارائیب

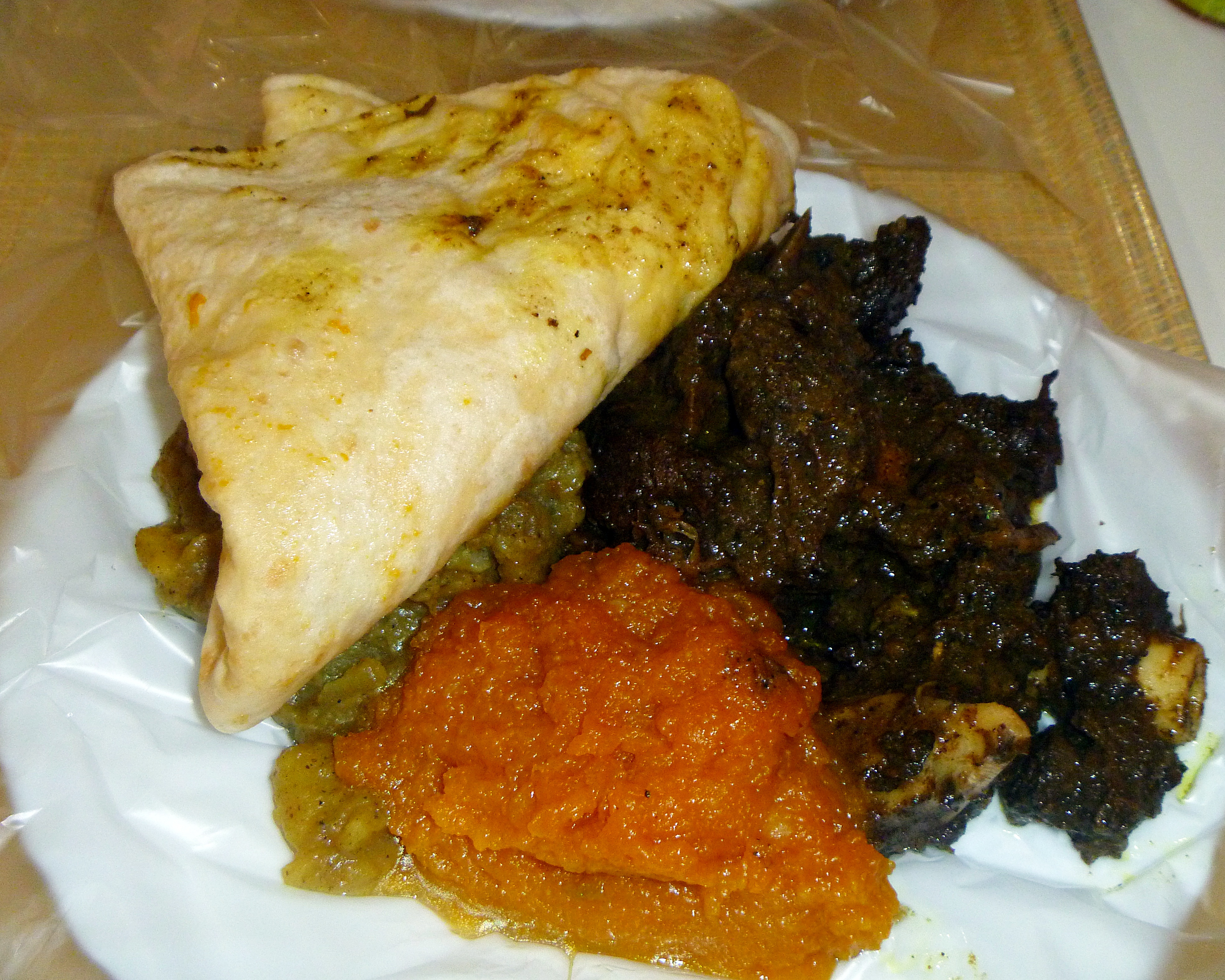
دالپوری روتی، تارکاری کدو تنبل، چانا و آلو، و کاری گوشت بز، غذاهای هندی از ترینیداد و توباگو

موادی که در بیشتر غذاهای کرائیب رایج است عبارتند از: برنج، موز پختنی، لوبیا، مانیوک، گشنیز، فلفل دلمه ای، نخود، گوجه فرنگی، سیب زمینی شیرین، نارگیل و هر نوع گوشت محلی مانند گوشت گاو، مرغ، گوشت خوک یا بز. یک چاشنی مشخص برای این منطقه وجود دارد. این چاشنی یک ماریناد سبز بر پایه گیاهان و روغن به نام سوفریتو است که مشخصات طعمی که اساساً از نظر خصوصیات کارائیب است را ایجاد می‌کند. مواد تشکیل دهنده می‌تواند شامل سیر، پیاز، فلفل اسکاتلندی، کرفس، پیاز سبز، و گیاهانی مانند گشنیز، نعناع مکزیکی، پیازچه، مرزنجوش، رزماری، ترخون و آویشن باشد. این چاشنی سبز برای انواع غذاها مانند کاری، خورش و گوشت بریان استفاده می‌شود.
غذاهای سنتی آنقدر برای فرهنگ منطقه مهم هستند که به عنوان مثال، نسخه محلی خورش بز کارائیب به عنوان غذای رسمی ملی مونتسرات انتخاب شده است و همچنین یکی از غذاهای خاص سنت کیتس و نویس است. آکی و ماهی نمکی یکی دیگر از غذاهای محبوب است که جزو غذاهای منحصر به فرد جامائیکا است. کالالو یک غذای حاوی سبزیجات برگی مانند اسفناج و گاهی بامیه است که به‌طور گسترده در دریای کارائیب توزیع می‌شود و دارای ویژگی‌های متمایز آفریقایی و بومی است.
تنوع دسر در این منطقه نیز نشان دهنده ریشه‌های ترکیبی دستور العمل‌ها است. در برخی مناطق، کیک سیاه، مشتق شده از پودینگ کریسمس انگلیسی، به خصوص در مناسبت‌های خاص سرو می‌شود.